# Wimperfledermaus
Die Wimperfledermaus (Myotis emarginatus) gehört innerhalb der Fledermäuse zur Familie der Glattnasen und ist eine mittelgroße Art der Gattung Mausohren.

## Merkmale
Die Wimperfledermaus ist eine mittelgroße Art und erreicht eine Kopf-Rumpf-Länge von etwa 41 bis 53 Millimeter bei einer Spannweite von 22 bis 24,5 Zentimetern bei einem Gewicht von 7 bis 15 Gramm. Der Schwanz erreicht eine Länge von 38 bis 46 Millimetern. Das lange und wollige Rückenfell ist dreifarbig mit grauer Basis, strohgelber Mitte und rost-braunen bis fuchsroten Spitzen. Die Bauchseite ist gelblich-grau und die Schnauze rot-braun gefärbt. Jungtiere der Wimperfledermaus sind deutlich dunkler gefärbt als die ausgewachsenen Tiere und besitzen ein rauchgraues bis braungraues Rückenfell. Die Ohren der Art sind dunkel graubraun und mittelgroß und besitzen am Außenrand des oberen Drittels eine fast rechtwinklige Einbuchtung und sechs bis sieben ausgeprägte Querfalten. Die Außenseite ist mit zahlreichen auffälligen Papillen bestückt. Der Tragus ist lanzettlich und am Außenrand gekerbt, er erreicht in seiner Höhe fast die Einbuchtung des Außenrandes.
Die Flughäute sind ebenfalls graubraun gefärbt. Der Unterarm hat eine Länge von 36 bis 41 Millimeter und die Flügel sind relativ breit ausgebildet. Die Handflughaut (Plagiopatagium) setzt an der Zehenwurzel der relativ kleinen Füße an. Die Schwanzflughaut (Uropatagium) besitzt einen geraden Calcar, der etwa die Hälfte der Schwanzflughautlänge erreicht. Ihren Namen bekam die Fledermaus aufgrund von spärlichen feinen Haaren an der Dorsalseite der Schwanzflughaut, die den freien Rand der Schwanzflughaut überragen.

## Verbreitung

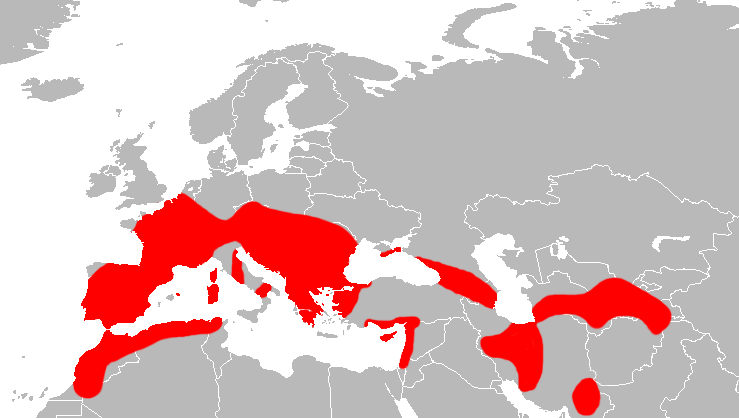
Verbreitungsgebiete der Wimperfledermaus

Das Verbreitungsgebiet der Wimperfledermaus befindet sich von Süd- und Mitteleuropa bis zum Balkan und von dort über Kleinasien, den Kaukasus und die wüstenfreien Regionen im Südwesten Asiens mit Israel, den Libanon und Syrien bis in den Oman, Usbekistan und Tadschikistan. Zudem kommt sie im Nordwesten Afrikas im Maghreb mit Marokko, Algerien und Tunesien vor. In Deutschland ist die wärmeliebende Art vor allem in den südlichen klimatisch begünstigten Gebieten in  Bayern und Baden-Württemberg verbreitet. Der nördlichste Fortpflanzungsnachweis sind aus Limburg in den Niederlanden sowie den benachbarten Kreis Heinsberg (NRW) bekannt (NABU Heinsberg).
Die Art lebt vor allem in den Niederungen und unteren Gebirgslagen und Karstgebieten. Die Höhenverbreitung reicht bis 1800 Metern, in den Alpen sind Wochenstuben bis in Höhen von 812 Metern und überwinternde Tiere bis in 1505 Metern nachgewiesen.

## Lebensweise

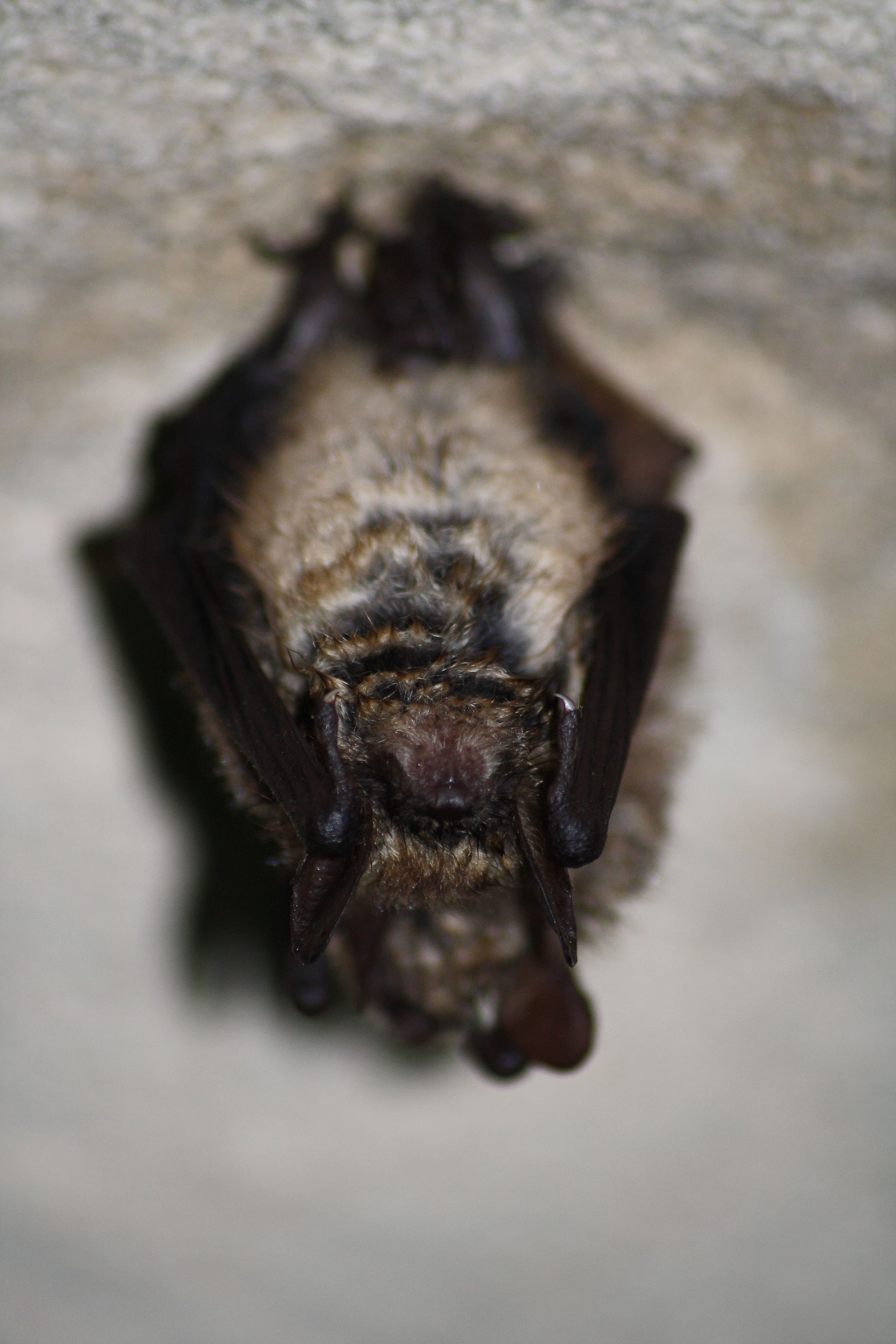
Wimperfledermaus im Quartier

Die Wimperfledermaus ist eine wärmeliebende Art. Sie lebt im Norden ihres Verbreitungsgebietes vor allem an und in Häusern, im Süden ist sie dagegen eher eine Höhlenart. Die Sommerquartiere sind im Vergleich zu denen anderer Arten oft sehr hell, auf Dachböden bevorzugen sie Temperaturen zwischen 25 und 30 Grad Celsius und hängen frei an den Dachlatten oder dem First. Im Gegensatz zu anderen Arten hängen Einzeltiere oder Kleingruppen der Art auch oft unter überstehenden Dächern (Kreis Heinsberg). Die Winterquartiere liegen in Höhlen, Stollen und Kellern bei Temperaturen von 6 bis 9 Grad Celsius, selten niedriger. Hier hängen die Tiere meist einzeln an der Decke oder den Wänden, seltener in Spalten, und bilden nur selten kleine Gruppen. Diese Gruppen können jedoch auch andere Arten wie etwa das Große Mausohr (Myotis myotis) oder die Bechsteinfledermaus (Myotis bechsteinii) beinhalten.

### Ernährung
Die Nahrung besteht aus kleinen Insekten, vor allem von Zweiflüglern wie Fliegen und Mücken sowie Schmetterlingen und Webspinnen. Sie jagen ihre Beutetiere wie andere Fledermäuse im Flug, erbeuten jedoch auch Raupen. Der Ausflug zur Jagd beginnt etwa 40 bis 45 Minuten nach Sonnenuntergang, wobei die Jagdreviere in der Regel mit etwa 500 Metern nahe an den Revieren liegen und über Flugstraßen entlang von Hecken oder Wegen erreicht werden. Die Fledermaus jagt nahe am Boden in einem bis fünf Metern Höhe sowie über Wasserflächen in etwa zwei Metern Höhe. Im Bereich von Hecken und Vegetationsrändern fliegt sie langsam und sammelt Beutetiere ab, ansonsten ist sie ein wendiger Flieger. Daneben jagen Wimperfledermäuse auch gerne in Viehställen, wo sie Insekten und Spinnen im Pendelflug von Wänden und Decken absammeln.

### Fortpflanzung und Entwicklung
Die Weibchen werden bereits im ersten Jahr nach der Geburt geschlechtsreif und können begattet werden, eine Geburt im ersten Jahr ist jedoch nicht nachgewiesen.  Die Paarungszeit beginnt im Herbst, Paarungen im Winterquartier sind wahrscheinlich. Im Mai bilden die Weibchen Wochenstuben, häufig in gemeinsamen Quartieren mit anderen Fledermäusen wie der Großen Hufeisennase (Rhinolophus ferrumequinum). Die Anzahl der Weibchen in der Wochenstube schwankt zwischen 20 und 200 Tieren, die für Tschechien nachgewiesen sind, und 500 bis 1000 Tieren in Frankreich und auf dem Balkan. Die Geburten erfolgen Anfang Juli, wobei die Weibchen in der Regel einzelne Jungtiere und selten Zwillinge gebären. Die Jungtiere sind nach etwa vier Wochen flugfähig, ab August werden die Wochenstuben aufgelöst.
Das bekannte Höchstalter der Wimperfledermaus liegt bei 18 Jahren, das Durchschnittsalter jedoch nur bei 2,8 bis 3,5 Jahren.

## Systematik
Die wissenschaftliche Erstbeschreibung der Wimperfledermaus erfolgte 1806 durch Étienne Geoffroy Saint-Hilaire unter dem wissenschaftlichen Namen Vespertilio emarginatus. Später wurde sie der Gattung der Mausohren (Myotis) zugeordnet. Neben der Nominatform Myotis emarginatus emarginatus werden die beiden Unterarten Myotis emarginatus desertorum und Myotis emarginatus turcomanicus unterschieden.

## Bedrohung und Schutz
Aufgrund des vergleichsweise großen Verbreitungsgebietes und der wenig spezialisierten Lebensraumansprüche stuft die International Union for Conservation of Nature and Natural Resources (IUCN) die Art als „nicht gefährdet“ (Least concern) ein, da eine akute Bedrohung für die Bestände nicht besteht. Vor allem in den 1960er bis 1990er gingen die Bestände der Art regional teilweise stark zurück, konnten sich jedoch in Mitteleuropa erholen und sind aktuell wahrscheinlich stabil.
Funde dieser Fledermaus sind in Deutschland sehr selten, deswegen steht sie unter Naturschutz. Wie bei anderen Fledermausarten ist sie bedroht durch Quartiersverluste, Insektizide und Habitatveränderungen.
Die Wimperfledermaus wird von der Europäischen Union in den Anhängen II und IV der FFH-Richtlinie geführt und gilt somit als streng zu schützende Art von gemeinschaftlichem Interesse, für deren Erhalt besondere Schutzgebiete ausgewiesen werden müssen.

## Belege
1. 1 2 3 4 5 6 7 8 9 10 11  Wilfried Schober, Eckhard Grimmberger: Die Fledermäuse Europas – Kennen, bestimmen, schützen. 2. aktualisierte Auflage, Franckh-Kosmos Verlags-GmbH, Stuttgart 1998, S. 130–132, ISBN 3-440-07597-4.
2. 1 2 3 4  Myotis emarginatus in der Roten Liste gefährdeter Arten der IUCN 2012.2. Eingestellt von: A.M. Hutson, F. Spitzenberger, S. Aulagnier, Z. Nagy, 2008. Abgerufen am 20. Mai 2013.
3. ↑  Don E. Wilson & DeeAnn M. Reeder (Hrsg.):  Myotis emarginatus (Memento vom 5. März 2016 im Internet Archive) in Mammal Species of the World. A Taxonomic and Geographic Reference (3rd ed).